# 박준영 (1997년)
박준영(朴俊泳, 1997년 8월 5일 ~ )은 KBO 리그 두산 베어스의 내야수이다.

## 아마추어 시절
경기고등학교 1학년 때 주전 유격수로 활약했고, 2학년 때 포지션을 투수로 바꿨다. 그 이후로는 유격수, 투수로 출전했다.

## NC 다이노스시절
2015년 7월 6일에 1차 지명을 받고 입단하였다. 

### 2016년시즌
4월 2일 KIA전에서 구원 등판하며 데뷔 첫 경기를 치렀다. 경기에서 0.2이닝 1탈삼진, 무실점을 기록했다.
9월에 팔꿈치 인대 재건 수술을 받으며 시즌을 마무리했다.
시즌 32경기에 등판해 1승 3패, 5홀드, 6점대 평균자책점을 기록했다.
2017년에는 재활에 매진했다.
2018년에 육군으로 입대했으나 중도에 사회복무요원으로 전환했다. 팔꿈치 부상으로 투수에서 내야수로 포지션을 변경했다.

### 2020년시즌
6월 19일 한화 이글스와의 경기에서 내야수로서 데뷔 첫 경기를 치렀다. 6월 21일에 다시 1군에서 말소됐다.
8월 14일 LG 트윈스와의 경기에서 김윤식을 상대로 데뷔 첫 안타를 기록했다.

### 2021년시즌
4월 17일 한화 이글스와의 경기에서 윤호솔을 상대로 시즌 1호이자 데뷔 첫 홈런을 기록했다. 4월 18일 한화 이글스와의 경기에서 김이환을 상대로 시즌 2호 홈런을 기록했다.
후반기에는 노진혁의 허리 부상, 박석민의 방역 수칙 위반 징계로 인해 주전 3루수로 출전했다. 10월 13일 키움 히어로즈와의 경기에서 안우진을 상대로 시즌 8호 홈런을 기록했다.
시즌 111경기에 출전해 2할대 타율, 57안타(8홈런), 31타점, 장타율 0.337, 출루율 0.301을 기록했다.

### 2022년시즌
시즌 75경기에 출전해 2할대 타율, 45안타(4홈런), 19타점을 기록했다.

## 두산 베어스시절
2022년 12월 2일 FA를 통해 NC 다이노스로 이적한 박세혁의 보상 선수로 지명돼 이적하였다.

## 국가대표 경력
- 2015년 제 27회 세계 청소년 야구 선수권 대회

## 출신 학교
- 서울도곡초등학교 (남양주리틀)
- 잠신중학교
- 경기고등학교

## 통산 기록
- 투수 기록

| 연도 | 팀명  | 평균자책점 | 경기 | 완투 | 완봉 | 승 | 패 | 세 | 홀 | 승률  | 타자 | 이닝 | 피안타 | 피홈런 | 볼넷 | 사구 | 탈삼진 | 실점 | 자책점 |
| ---- | ----- | ---------- | ---- | ---- | ---- | -- | -- | -- | -- | ----- | ---- | ---- | ------ | ------ | ---- | ---- | ------ | ---- | ------ |
| 2016 | NC    | 6.95       | 32   | 0    | 0    | 1  | 3  | 0  | 5  | 0.250 | 158  | 33.2 | 37     | 4      | 18   | 3    | 33     | 31   | 26     |
| 통산 | 1시즌 | 6.95       | 32   | 0    | 0    | 1  | 3  | 0  | 5  | 0.250 | 158  | 33.2 | 37     | 4      | 18   | 3    | 33     | 31   | 26     |

- 타자 기록

| 연도 | 팀명  | 타율  | 경기 | 타수 | 득점 | 안타 | 2루타 | 3루타 | 홈런 | 루타 | 타점 | 도루 | 도실 | 볼넷 | 사구 | 삼진 | 병살 | 실책 |
| ---- | ----- | ----- | ---- | ---- | ---- | ---- | ----- | ----- | ---- | ---- | ---- | ---- | ---- | ---- | ---- | ---- | ---- | ---- |
| 2016 | NC    | -     | 3    | 0    | 0    | 0    | 0     | 0     | 0    | 0    | 0    | 0    | 0    | 0    | 0    | 0    | 0    | 0    |
| 2020 | NC    | 0.152 | 32   | 46   | 4    | 7    | 4     | 0     | 0    | 11   | 3    | 1    | 0    | 2    | 3    | 17   | 2    | 2    |
| 2021 | NC    | 0.209 | 111  | 273  | 37   | 57   | 7     | 2     | 8    | 92   | 31   | 4    | 3    | 27   | 10   | 92   | 9    | 9    |
| 2022 | NC    | 0.216 | 75   | 208  | 27   | 45   | 8     | 1     | 4    | 67   | 19   | 7    | 2    | 27   | 1    | 54   | 6    | 13   |
| 2023 | 두산  | 0.228 | 51   | 127  | 16   | 29   | 8     | 2     | 4    | 53   | 17   | 2    | 1    | 9    | 2    | 53   | 0    | 4    |
| 2024 | 두산  | 0.226 | 65   | 186  | 25   | 42   | 9     | 2     | 7    | 76   | 28   | 2    | 0    | 21   | 3    | 58   | 3    | 4    |
| 통산 | 6시즌 | 0.214 | 337  | 840  | 109  | 180  | 36    | 7     | 23   | 299  | 98   | 16   | 6    | 86   | 19   | 274  | 02   | 32   |